# Mehrwertstrategie
Als Mehrwertstrategie wird in der Betriebswirtschaftslehre und speziell in der Absatzpolitik eine Strategie bezeichnet, die den Kundennutzen von Produkten oder Dienstleistungen durch Vergrößerung der Funktionalität, des Leistungsspektrums oder der Verwendungszwecke erhöht.

## Allgemeines
Ein Mehrwert entsteht, wenn der Kunde einen höheren Nutzen aus Produkten oder Dienstleistungen erzielen kann. Dies kann geschehen durch Erweiterung der Anwendungen, der Gebrauchsmöglichkeiten, der Nutzungen oder der Verwendungszwecke.
Die Funktionalität der Produkte ist die Grundvoraussetzung für eine Mehrwertstrategie. Dazu ist in vielen Fällen im Rahmen der Produktinnovation ein Brainstorming bei den Herstellern erforderlich. So lässt sich beispielsweise aus dem Sitzmöbel Sofa auch ein Liegemöbel als „Schlafsofa“ konstruieren, der Nutzen besteht aus bequemem Sitzen und Liegen, der Zusatznutzen besteht beim eingebauten, darunter befindlichen Stauraum.

## Inhalt
Innerhalb der Mehrwertstrategie kann eine Aufteilung in folgende Mehrwertfelder vorgenommen werden:
- Mehrwerte durch das Produkt oder die angebotene Dienstleistung,
- Mehrwerte durch den gesamten Vertriebsprozess rund um das Produkt,
- Mehrwerte durch die am Verkauf beteiligten Personen
- Mehrwerte durch den für den Kunden entstehenden Nutzen.

Diese „4-P-Strategie“ wurde von Josua Fett in Anlehnung an die von Jerome McCarthy ins Leben gerufenen vier Ps im Marketing entwickelt.

## Mehrwertprodukte und Mehrwert-Dienstleistungen
Ein klassisches Mehrwegprodukt wurde mit dem Schweizer Taschenmesser aus dem einfachen Taschenmesser entwickelt. Es entstand Ende des 19. Jahrhunderts für die Soldaten der Schweizer Armee, um unterschiedliche im Felde anfallende Aufgaben in einem einzigen kompakten und leichten Werkzeug ausführen zu können.
Aus der lediglich zum Kassieren gedachten Registrierkasse wurde ein Computer, der die Warenausgänge dem Warenlager oder Warenwirtschaftssystem meldet, um rechtzeitig Bestellungen auszulösen. Hier dient eine Verbesserung der bestehenden oder Erweiterung der technischen Daten zur Erhöhung des Mehrwerts.
Besonders im Bereich der Informationstechnologie und Kommunikationstechnik können Mehrwertstrategien eingesetzt werden. Ein neuer Wert kann einer Information durch die Herauslösung aus ihrem bisherigen Kontext, durch Rekombination sowie durch Herstellung neuer Bezüge zu ihnen zukommen. Aus dem lediglich zur Telefonie einsetzbaren Handy wurde durch Funktionsintegration ein multifunktionales Smartphone. Im Bereich der Geodaten gelten standortbezogene Dienste als Mehrwertprodukte. Die Mehrwertdienste der Telekommunikation bieten Dienstleistungen an, die über die Bereitstellung einer bloßen Kommunikationsverbindung hinausgehen.
Bei Kreditkarten haben sich Zusatz-Leistungen aus dem Versicherungswesen etabliert, beispielsweise Auslandskrankenversicherung, Auslandsschutzbriefleistungen, Reiserücktrittskostenversicherung oder Unfallversicherungen.
Bei Girokonten erfolgte ab 1999 im Rahmen der Mehrwertstrategie eine Verbreiterung des klassischen Leistungsspektrums zum Mehrwertkonto. Es wird um bankfremde Dienstleistungen erweitert, die nicht nur einen Mehrwert für den Bankkunden schaffen sollen, sondern auch gleichzeitig den Kreditinstituten die Möglichkeit eröffnen, sich von der Konkurrenz abzugrenzen.

## Wirtschaftliche Aspekte
Im Wettbewerb zwischen den Unternehmen nimmt die reine Preispolitik an Bedeutung ab, während der Qualitätswettbewerb zunimmt. Hauptgegenstand dieses Qualitätswettbewerbs sind die Produktqualität/Dienstleistungsqualität. Um diese zu erhöhen, kann auch eine Mehrwertstrategie dienen. Ausgangspunkt einer Mehrwertstrategie kann eine Produktinnovation, Produktdifferenzierung oder Produktvariation bestehender Produkte/Dienstleistungen sein. Mit der Einführung von Mehrwertprodukten geht eine weitere Steigerung der Produktkomplexität einher, weil neben dem Material-Know How auch das System-Know-How erforderlich wird. Zu den kritischen Erfolgsfaktoren gehören für eine Mehrwertstrategie ein hochwertiger Kundendienst, schnelle Auftragsausführung, flexible Tarifmodelle und intelligente Mehrwertprodukte.
Mehrwertprodukte tragen zur Kundenbindung und Gewinnung neuer Kunden bei, deren Kundennutzen bisher nicht vollständig zur Kundenzufriedenheit geführt hat. Durch Mehrwertprodukte wird der Nutzwert für den Kunden erhöht.